# Model/Actriz
Model/Actriz je americká post-punková skupina, jejímiž členy jsou Cole Haden (zpěv), Jackson Wetmore (kytara), Ruben Radlauer (basová kytara) a Aaron Shapiro (bicí). Kapela byla založena v roce 2016 v Brooklynu. Co se týče charakteristiky hudebního rukopisu, bývá zařazována do žánrů post-punk, dance-punk, noise rock či industrial. V roce 2023 vyšlo její debutové album s názvem Dogsbody, které mělo velmi pozitivní ohlas v laické hudební komunitě i u profesionální kritiky. Internetový hudební kritik Anthony Fantano pak toto album označil za jednu z „nejočekávanějších nahrávek roku“ a vyzdvihl kvalitu pilotních singlů „Crossing Guard“ a „Amaranth“. V roce 2025 skupina vydala své druhé album Pirouette.